# 大島璃音
大島 璃音（おおしま りのん、1999年〈平成11年〉3月19日 - ）は、日本の気象キャスターである。2021年から2024年までウェザーニューズに所属していた。愛称はのんちゃん。

## 経歴
東京都出身。東京都立青山高等学校、青山学院大学文学部フランス文学科卒業。
2021年9月、「ウェザーニュースLiVEキャスターオーディション」に合格。同年12月2日、『ウェザーニュースLiVE・コーヒータイム』（12時 - 12時30分）にて同期の戸北美月と共に、お披露目が行われた。同日の『ウェザーニュースLiVE・アフタヌーン』でデビュー。
新人キャスターとして、ウェザーニュースLiVEで初回から3時間フル担当となったのは大島が初めてであったが、スムーズにこなし、その様子にコメントが「大型新人」「新人とは思えない」と一部ではざわついた。
2024年6月、喉と耳の治療のため、同年7月1日から当面の間、番組出演を休むことを自身のXにて明らかにした。同年9月1日の『ウェザーニュースLiVE・アフタヌーン』で復帰した。
2024年8月、防災士の資格を取得したことをInstagramにて発表。
2024年12月13日、『ウェザーニュースLiVE・アフタヌーン』にて、同月末をもってウェザーニューズを退社することを発表した。
最終出演は2024年12月23日放送の『ウェザーニュースLiVE・アフタヌーン』だった。同番組の同時接続数は常時10,000人以上を維持し、番組後半では最大値である19,729人を記録した。
2024年12月31日、ウェザーニューズを退社した。

## 人物
- 航空会社（CA）で勤めている5歳上の姉がきっかけで天気の仕事に興味を持ち始める[8][12]。
- 大学時代は『ONE MORNING』（TOKYO FM）にて、現役大学生が東京の天気を伝える「TOKYO WEATHER GUIDE」というコーナーでお天気リポーターを務めた[19]。
- 幼い頃から、父親の影響でF1が好き[12][20]。個人的なテーマソングはフジテレビのF1中継で使われているT-SQUAREの「TRUTH」。F1の解説だけでフリートークを何分でも行える程の知識を持つ。その熱心さはF1専門雑誌『F1速報』（三栄）の読者コーナー「パドクラ」でも紹介され[21]、編集部からも「何か企画を考えたい」と評された。その結果、CSフジテレビの日本グランプリ直前特番に2年連続で出演を果たした。
- 乃木坂46のファンである。推しは齋藤飛鳥、筒井あやめ[20]。なお、川﨑桜とは2024年5月18日に放送されたウェザーニュースLiVEで初共演を果たした[22][23]。
- ピアノ、フルート、ヴァイオリンの演奏を行える[2]。
- 2023年のWBCを機に、野球に興味を持つようになった[24]。
- ウェザーニュースキャスターの岡本結子リサは大学の後輩にあたる[25]。

## 出演

### 過去
- ONE MORNING（TOKYO FM） - 2019年4月[19] - 2019年9月[26]
- @cx_motorsports presents 堂本光一のレースのミカタ（フジテレビTWO） - 2023年9月8日[27]、2024年3月29日。

ウェザーニュースLiVE
- ウェザーニュースLiVE・アフタヌーン - 2021年12月2日 - 2024年12月23日
- ウェザーニュースLiVE・コーヒータイム - 2021年12月12日 - 2024年12月5日
- ウェザーニュースLiVE・イブニング - 2021年12月19日 - 2024年9月13日
- ウェザーニュースLiVE・サンシャイン - 2022年2月12日 - 2024年9月17日
- ウェザーニュースLiVE・ムーン - 2022年5月7日 - 2022年6月12日
- ウェザーニュースLiVE・モーニング - 2022年8月13日 - 2024年5月11日